# ياكوب هورا
ياكوب هورا (بالتشيكية: Jakub Hora)‏ هو لاعب كرة قدم تشيكي في مركز الهجوم، ولد في 23 فبراير 1991 في موست في جمهورية التشيك. شارك مع منتخب التشيك تحت 19 سنة لكرة القدم ومنتخب جمهورية التشيك تحت 21 سنة لكرة القدم. أما مع النوادي، فقد لعب مع بوهيميانز 1905 وسلافيا براغ وفيكتوريا بلزن ونادي تيبليتسه.

## وصلات خارجية
- ياكوب هورا على موقع الاتحاد التشيكي (الإنجليزية)
- ياكوب هورا على موقع قاعدة بيانات كرة القدم.إي يو (الإنجليزية)
- ياكوب هورا على موقع Soccerway.com (الإنجليزية)
- ياكوب هورا على موقع عالم كرة القدم.نت (الإنجليزية)
- ياكوب هورا على موقع AS.com (الإسبانية)